# Siphona tristella
Siphona tristella là một loài ruồi trong họ Tachinidae.